# Digitaria neghellensis
Digitaria neghellensis là một loài thực vật có hoa trong họ Hòa thảo. Loài này được J.-P.Lebrun mô tả khoa học đầu tiên năm 1988.